# أكاديمية البحث العلمي والتكنولوجيا (مصر)
أكاديمية البحث العلمي والتكنولوجيا (بالإنجليزية:  Academy of Scientifc Research and Technology - ASRT)‏ أنشئت بموجب قرار رئيس الجمهورية رقم 2405 لسنة 1971 وتم إعادة هيكلتها بموجب قرار رئيس الجمهورية رقم 377 لسنة 1998 وتتبع وزارة البحث العلمي.

## القرارات المنظمة
- قرار رئيس الجمهورية رقم 2405 لسنة 1971: بإنشاء أكاديمية البحث العلمي والتكنولوجيا.[2]
- قرار رئيس الجمهورية رقم 2617 لسنة 1971: بتنظيم أكاديمية البحث العلمي والتكنولوجيا.[3]
- قرار رئيس الجمهورية رقم 664 لسنة 1973: بإضافة فقرة إلى البند (2) من المادة 3 من قرار رئيس الجمهورية رقم 3730 لسنة 1965 بإنشاء المجلس الأعلى للبحث العلمي.[4]
- قرار رئيس الجمهورية رقم 1953 لسنة 1973: بشأن تعديل المادة 10 من القرار رقم 2617 لسنة 1971 في شأن تنظيم أكاديمية البحث العلمي والتكنولوجيا وبإلغاء القرار رقم 664 لسنة 1973.[5]
- قرار رئيس الجمهورية رقم 655 لسنة 1974: باستبدال عبارة رئيس مجلس الوزراء حيثما وردت في قرار رئيس الجمهورية رقم 2617 لسنة 1971 بشأن تنظيم أكاديمية البحث العلمي والتكنولوجيا بعبارة وزير التعليم العالي والبحث العلمي.[6]
- قرار رئيس الجمهورية رقم 484 لسنة 1977: بإنشاء أكاديمية البحث العلمي والتكنولوجيا.[7]
- قرار رئيس الجمهورية رقم 377 لسنة 1998: بشأن إعادة تنظيم أكاديمية البحث العلمي والتكنولوجيا.[8]

## الشركات التابعة
- شركة الأكاديمية لتسويق الابتكارات ومخرجات البحث العلمي ونقل وتوطين التكنولوجيا.[9]